# Contributions directes
En France, les contributions directes sont un ensemble de quatre impôts, dites les quatre vieilles, établies sous la Révolution française à partir de 1791, date à laquelle tous les impôts indirects sont supprimés. Ces quatre contributions sont toutes des impôts directs sans en avoir le nom, le terme de contribution renvoyant plus à une idée de geste civique et consenti. C'est une volonté de casser le système fiscal très impopulaire de l'Ancien Régime et de le rendre plus égalitaire.
Trois sont établies par l'Assemblée constituante en 1791 :
- la contribution foncière, portant sur tous les terrains ;
- la contribution personnelle et mobilière, portant sur tous les revenus qui ne sont pas tirés du commerce ou de la terre (rente, industrie) ;
- la contribution de la patente, qui taxe les professions selon des signes extérieurs.

La quatrième imposition, la contribution sur les portes et fenêtres, est établie par la loi du 4 frimaire an VII (1798) par le Directoire.
Jusqu'au Premier Empire, ces quatre impositions directes suffirent au budget de l'État. Les guerres poussèrent ensuite au rétablissement des impôts indirects.[réf. nécessaire]
La contribution foncière donnera naissance en 1914 et 1917 aux contributions foncières bâtie et non bâtie, puis en 1974 aux taxes foncières sur les propriétés bâties et non bâties, la contribution mobilière se transformant en 1974 en taxe d'habitation, la contribution de la patente voyant se substituer à elle en 1976 la taxe professionnelle. 

## Contribution foncière
La contribution foncière (loi des 23 novembre - 1er décembre 1790) est assise sur les biens fonciers. Elle remplace la taille réelle des anciens pays d'État et la taille personnelle des pays d’élection, mais concerne tous les biens. Seul le propriétaire est imposé sur la valeur locative de ses biens.

## Contribution personnelle et mobilière
La contribution personnelle et mobilière (loi des 13 janvier - 18 février 1791) est assise essentiellement sur le logement. La valeur du loyer de l'habitation du contribuable devait permettre une évaluation approximative de son revenu.

## Contribution de la patente
La contribution de la patente (loi du 2-17 mars 1791) est assise sur l'industrie et le commerce. Elle n'atteint les revenus industriels et commerciaux qu'indirectement, par le truchement du loyer, comme les autres contributions. Ainsi, par exemple, son tarif est fixé à deux ou trois sols par livre du loyer des boutiques, magasins ou ateliers (10 à 15 %).

## Contribution sur les portes et fenêtres
Instauré par la loi du 4 frimaire an VII, le montant de cette contribution est établi simplement en comptant le nombre de portes et de fenêtres d'une habitation. Sous l'influence des hygiénistes, cette impôt fut supprimé en 1926 au profit de l'impôt sur le revenu.